# Smoluchowski (cràter)
Smoluchowski és un cràter d'impacte pertanyent a la cara oculta de la Lluna. Es troba a la zona que a vegades queda a la vista des de la Terra durant períodes de libració i d'il·luminació solar favorables, encara que només pot veure's lateralment. Travessa el bord nord de la planicie emmurallada del cràter de major grandària Poczobutt. Gairebé unit a la vora exterior nord-nord-est de Smoluchowski jeu el cràter més petit Paneth.

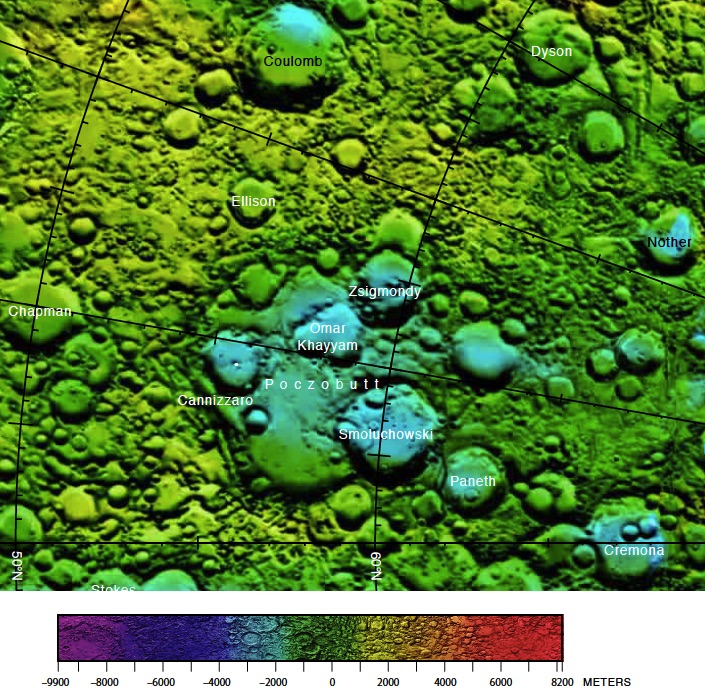
Localització d'Smoluchowski (centre de la meitat inferior de la imatge)

És una formació desgastada i erosionada, però que encara conserva gran part de la seva forma original. Les restes d'un petit cràter se situen sobre el sòl i la paret interior sud de Smoluchowski, que sobresurten lleugerament cap a fora en Poczobutt. Un cràter més petit apareix en la paret interna de la vora del sud-oest, i un altre crateret se situa en el límit del bord nord-nord-oest. En la superfície que connecta Smoluchowski amb Paneth es troba una depressió allargada en la superfície que ocupa la vora del brocal i la paret interna de Smoluchowski. També presenta una altra esquerda estreta en la superfície prop d'aquest lloc, que discorre d'est a oest.
A part de la vora del petit cràter del costat sud, la superfície interior de Smoluchowski és relativament plana, i manca de trets notables. Alguns impactes diminuts marquen el sòl, sent el més notable un petit cràter en la vora oriental.

## Cràters satèl·lit
Per convenció aquests elements són identificats en els mapes lunars posant la lletra en el costat del punt mitjà del cràter que està més proper a Smoluchowski.
|              | \| Smoluchowski \| Coordenades \| Diàmetre \| \| ------------ \| ------------------------------------ \| -------- \| \| F \| 60° 06′ N, 90° 54′ O / 60.1°N,90.9°O \| 35 km \| \| H \| 59° 30′ N, 92° 42′ O / 59.5°N,92.7°O \| 41 km \| |          |
| Smoluchowski | Coordenades | Diàmetre |
| F            | 60° 06′ N, 90° 54′ O / 60.1°N,90.9°O | 35 km    |
| H            | 59° 30′ N, 92° 42′ O / 59.5°N,92.7°O | 41 km    |